# Sereine (rivière)
Pour les articles homonymes, voir Sereine.
La Sereine est une rivière longue de 24,8 km du département de l'Ain, région Auvergne-Rhône-Alpes. C'est un affluent du Canal de Miribel, une disjonction "non navigable" du fleuve Rhône située en amont de Lyon.

## Géographie

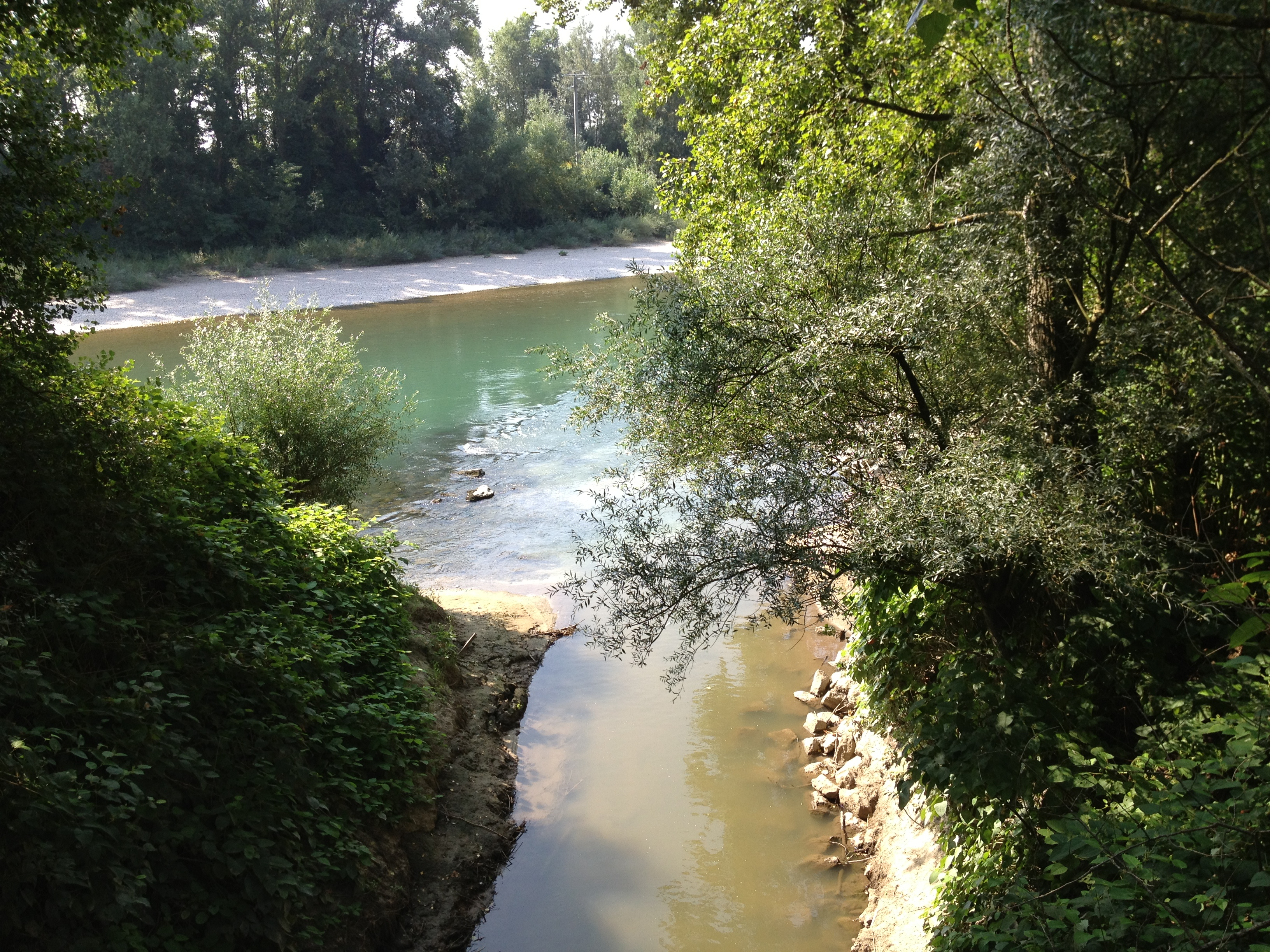
Embouchure de la Sereine dans le canal de Miribel, à Beynost.

La Sereine prend sa source sur le plateau de la Dombes à 306 m d'altitude sur la commune de Saint-André-de-Corcy (Ain). La rivière traverse Saint André de Corcy, Cordieux puis descend les vallons de la Côtière et traverse les communes de Sainte Croix, Montluel, La Boisse pour ralentir et se jeter dans le canal de Miribel (affluent non navigable de la rive droite du Rhône), sur le territoire de Beynost, en amont de Lyon.
Elle coule globalement du nord vers le sud puis de l'est vers l'ouest.
La ville de Montluel a repris dans sa communication (slogan et logotype) une référence au cours d'eau en jouant sur le jeu de mots immédiat : Montluel la Sereine.
La rivière a été détournée dans sa partie basse, moins sauvage avec de nombreux aménagements et peut reprendre son ancien lit lors de fortes pluies.

### Communes traversées
Elles sont au nombre de six : Saint-André-de-Corcy, Cordieux (commune associée de Montluel), Sainte-Croix, Montluel (chef-lieu), La Boisse et Beynost.

### Bassin versant
La Sereine prend sa source sur le plateau des Dombes (étangs), elle est la principale rivière de la Côtière. Elle traverse les vallons et petites falaises de la Côtière (moraine) où plusieurs ruisseaux du plateau : la Romagne, le torrent des Avoux, torrent de Corbourg, torrent des Sirets, torrent Mousset, torrent Pellerin, torrent de Creux Vallier pour la plupart à sec viennent l’alimenter lors de fortes pluies. Le ruisseau de Raupand rejoint la Sereine en aval, à La Boisse. La Sereine finit sa course dans la plaine de l’Ain, à Beynost, pour se jeter dans le canal de Miribel (Rhône).

### Organisme gestionnaire
DREAL Auvergne-Rhône-Alpes

## Affluents
La Sereine compte principalement deux affluents référencés par le SANDRE : 
- la Romagne (rg[note 1])[4], longue de 7,5 km, à Cordieux ;

- l'Ancienne Rivière[5], longue de 1 km, à Beynost.

### Rang de Strahler
- rang de Strahler : 2

## Hydrologie
Régime pluvial (prend sa source sur le plateau des étangs de la Dombes). La station hydrologique de Montluel suit les relevés en termes de débit.

## Aménagements et écologie
Rivière de 2nde catégorie plutôt calme avec cyprinidés (chevesnes...), hérons, grenouilles, ragondins et couleuvres
.